# マイケル・J・ホートン
マイケル・J・ホートン（Michael J. Horton）は、ニュージーランドで主に活動する編集技師である。2002年のピーター・ジャクソン監督の映画『ロード・オブ・ザ・リング/二つの塔』を編集したことでアカデミー編集賞にノミネートされた。

## 来歴
ニュージーランド・ウェリントンのローワーハットで生まれる。ウェリントンのセントパトリック・カレッジで教育を受け、1960年代半ばにニュージーランド放送協会で編集技師として働き始めた。1970年代にはジェフ・マーフィーとの活動を始めた。1981年にマーフィーの映画『明日なき疾走』を編集し、同作はニュージーランド映画の発展に貢献した。ホートンは1980年代半ばに他に2本のマーフィーの映画に貢献した後、ハリウッドに渡った。その後、再びニュージーランドに戻った後、ホートンとマーフィーは『Spooked』（2004年）で再び共同した。

## 主なフィルモグラフィ
- 明日なき疾走 Goodbye Pork Pie (1981)
- スマッシュ・パレス-孤独な暴走- Smash Palace (1981)
- UTU/復讐 Utu (1983)
- クワイエット・アース The Quiet Earth (1985)
- The End of the Golden Weather (1991)
- The Sound and the Silence (1992)
- ワンス・ウォリアーズ Once Were Warriors (1994)
- Cinema of Unease (1995)
- 光と闇の伝説 コリン・マッケンジー Forgotten Silver (1995)
- What Becomes of the Broken Hearted? (1999)
- ロード・オブ・ザ・リング/二つの塔 The Lord of the Rings: The Two Towers (2002)
- Spooked (2004)